# Marigold (sång)
Marigold, ursprungligen kallad Color Pictures of a Marigold, är en sång komponerad av Dave Grohl. Den finns med på kassettalbumet Pocketwatch, utgivet 1992 av Dave Grohl under pseudonymen Late!. "Marigold" utgör även B-sidan på Nirvana-singeln "Heart-Shaped Box". En liveversion återfinns på Foo Fighters album Skin and Bones från 2006.